# Vittorio Caradossi

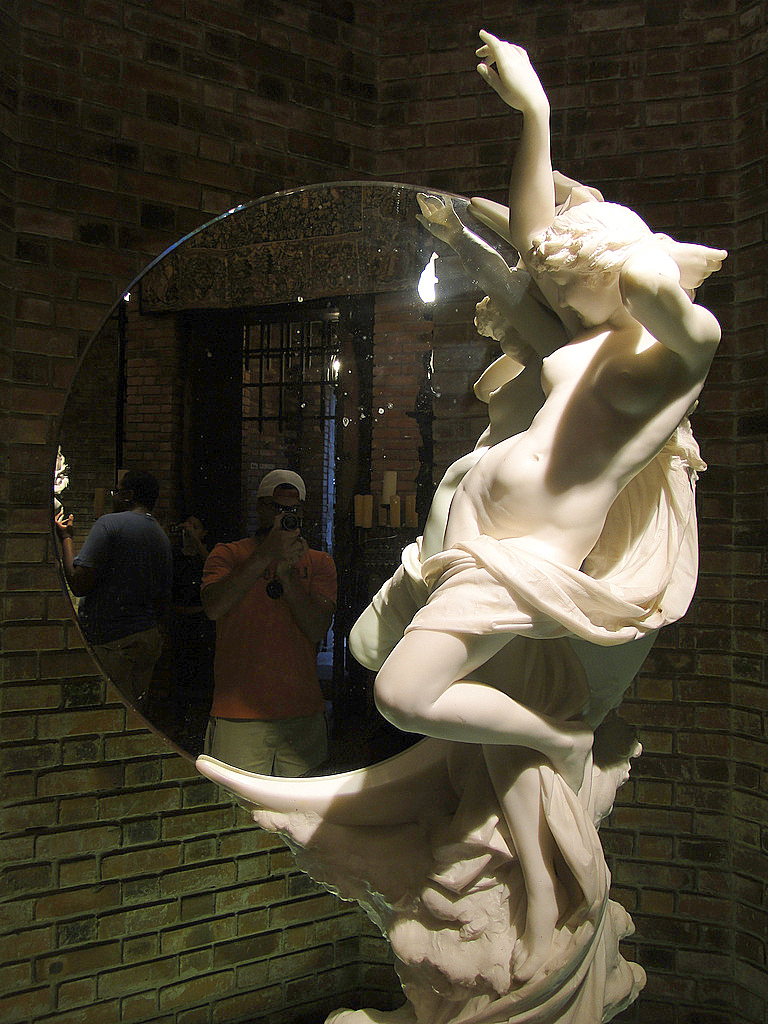
Mulher com espelho (1894), de Vittorio Caradossi. Acervo do Instituto Ricardo Brennand, Recife.

Vittorio Caradossi (Florença, 1861 — Florença, 1918) foi um escultor italiano. Estudou na Academia de Belas Artes de Florença, onde foi aluno de Augusto Rivalta, um dos mais importantes nomes da escultura acadêmica italiana na segunda metade do século XIX. Trabalhando quase exclusivamente com o mármore, executou diversos monumentos públicos, destacando-se sobretudo por sua renomada estátua do escultor florentino do Renascimento Desiderio da Settignano, cujo modelo foi exibido na Exposição Universal de 1900, além do memorial a Giuseppe Dolfi, herói do Risorgimento toscano, localizado em Borgo San Lorenzo. Expôs ainda na edição de 1909 do Salon de Paris.
Não obstante a rigidez formal e sobriedade de suas obras públicas, Caradossi especializou-se na produção grupos escultóricos de caráter decorativo e, sobretudo, nus femininos, de natureza simbólica ou pretextos alegóricos, marcados por uma caracterização etérea, celestial, sendo abundantes suas representações de ninfas, sereias e fadas (Ociosidade: Nereida; Crepúsculo: Ninfa lunar admirando seu próprio reflexo; Estrelas cadentes; A fumaça que sobe rumo às núvens, etc.).
A predominância de tais temas em sua produção, de alta qualidade técnica e exemplar da escultura acadêmica toscana do fin de siècle, é reflexo da forte demanda da burguesia internacional por composições imbuídas do "erotismo tolerável" — a assim chamada "febre pompier", que ditou em grande parte os rumos do mercado de arte europeu na segunda metade do século XIX. Sua obra guarda semelhanças com a sensualidade e volúpia expressa nos trabalhos de predecessores como James Pradier e Auguste Clésinger, também conhecidos por retratar ninfas em atitude de entrega ou auto-abandono, mas, em contraste a estes, Caradossi buscou incutir em suas esculturas um maior senso de humor, expressando também uma assimilação mais concreta da modernidade.